# Nazionale maschile under 18 di pallacanestro del Kuwait
La nazionale di pallacanestro kuwaitiana Under-18 è una selezione giovanile della nazionale kuwaitiana di pallacanestro, ed è rappresentata dai migliori giocatori di nazionalità kuwaitiana di età non superiore ai 18 anni.
Partecipa a tutte le manifestazioni internazionali giovanili di pallacanestro per nazioni gestite dalla FIBA.

## Partecipazioni

### FIBA AsiaBasket Under-18
- 1977 -  3°
- 1978 - 7°
- 1980 - 6°
- 1982 - 16°
- 1998 - 12°

- 2000 - 8°
- 2002 - 8°
- 2004 - 12°
- 2006 - 8°
- 2014 - 12°